# Вибрафон
Вибрафо́н (лат. vibro — колеблю(сь) и греч. φωνη — звук) — ударный музыкальный инструмент с определённой высотой звучания, относящийся к группе металлофонов. Изобретён в США в конце 1910-х годов. Применяется в академической и эстрадной музыке в качестве сольного или ансамблевого инструмента.

## Конструкция вибрафона
Вибрафон — музыкальный инструмент, близкий к ксилофону и маримбе, но отличающийся от них наличием: 1) металлических пластин, расположенных на одном высотном уровне; 2) педали, работающей по принципу правой фортепианной; 3) пропеллеров внутри трубок, приводимых в движение электрическим мотором.
Вибрафон оборудован общим демпфером (глушителем) на всю клавиатуру, приводимым в действие ножной педалью. Вся конструкция располагается на трапециевидной раме с ножками на колёсах.
Стандартный диапазон — три хроматические октавы F — F3, но также возможно C — F3 и С — С4. Модифицированные модели для оркестровых ям включают две с половиной октавы, а модели маршевых оркестров — чуть больше одной. Строй вибрафона: А=442 (440) Hz.
Звукоизвлечение происходит при помощи, как правило, двух, трёх или четырёх (в отдельных случаях — пяти, шести) молоточков, с головками разной формы и степени твёрдости.
Традиционно исполнитель играет на вибрафоне стоя, но в некоторых случаях играют, сидя на высоком стуле (Bill Ware), в частности, при игре на электровибрафоне одна нога находится на педали демпфера, вторая — на педалях эффектов (процессоре).

## История создания инструмента
Изначально вибрафон считался американским изобретением, затем под влиянием немецких разработчиков-изготовителей ударных инструментов эволюционировал и развился.
Как «vibraphone», так и «vibraharp» — фирменные названия, созданные оригинальными изготовителями; общее «vibes» было принято основными изготовителями позже вследствие широкого применения среди музыкантов.
Начиная с 1916 г., Герман Винтерхоф (Herman Winterhoff), мастер из «Leedy Manufacturing Company» в Индианаполисе, экспериментировал с рядом механических моторов, используя их в поиске нового звучания с эффектом тремоло. Пытаясь извлечь «пение» из клавиш трёхоктавной стальной маримбы (нового эстрадного инструмента с тонкими стальными пластинками, лежащими на подставке, с коническими фетровыми прослойками), он добился успеха только к 1921 г. Винтерхоф установил двигатель на раме в правом узком конце под клавишами, чтобы с его помощью управлять двойными валами, оснащёнными металлическими дисками, отцентрированными на верхах каждой трубки резонатора. Таким образом, диски (пульсаторы) вращались в колоннах резонатора под звучащими пластинками вследствие чего тональное звучание вибрировало.
Популярный в то время эстрадный артист Сеньор Фриско (Louis Frank Chiha) в 1924 г. на студии Эдисона записал композиции «Aloha 'Oe» и «Gypsy Love Song» при помощи инструмента, описанном как «металлическая маримба».
Джордж Х. Вэй, продавец и рекламный менеджер Leedy, использовал ранее созданное название «vibraphone», которое было принято в 1924 г. для первой рекламной литературы по инструменту. Было произведено двадцать пять первых оригинальных вибрафонов Leedy (из которых несколько были экспортированы в Европу) перед тем, как осенью 1927 г. проект был остановлен.
В апреле того же года в Чикаго фирмой «J. C. Deagan Inc.» был выпущен инструмент «vibraharp». Разработкой «Deagan vibraharp» занимался главный инженер Генри Шлютер (Henry Schluter), Используя чертежи таких инструментов, как алюминиевые колокола и большой орган «vibratoharp», Шлютер получил инструмент, ныне известный как знаменитая модель 145. Эта модель с толстым подвесным шнуром и алюминиевыми клавишами одинаковой ширины, имела управляемую педалью заглушку и регулируемую скорость вибрации. Введённый Deagan трёхоктавный диапазон 145-й модели утвердил «vibraharp» как новый самостоятельный клавишный инструмент, ставший основным образцом для всех последующих инструментов этого типа.
После того, как ранней осенью 1927 г. на радиостанции «WLS» чикагский барабанщик Рой Нэпп (Roy Knapp) вместе с малым чикагским симфоническим оркестром продемонстрировал выразительный потенциал «vibraharp» в аранжировке «Mother Machree», инструментальный голос «vibraharp» стал любимым для многих бэндлидеров и солистов-ударников.
В 1928 г. компания «Leedy» возобновила производство «vibraphone», включив в новые модели все особенности конструкции «Deagan vibraharp», в результате чего появилась путаница.
Инструменты «Deagan» были радикально переработаны в 1937 г.: улучшены характеристики и эстетический вид инструментов. Итогом модернизации стал «Imperial vibraharp» и двух с половиной октавная «модель 30».
Последующие усовершенствования касались в основном усиления и электрообработки звукового сигнала. Первый успешный усилитель («Magny-Sound») был разработан компанией Deagan в 1962 г. Небольшой кристаллический микрофон, вставленный в каждый резонатор, давал исполнителю хороший звук с регулируемой громкостью, но вместе с проблемами обратной связи и усилением окружающих сигналов при игре в ансамбле.
Более передовые системы, использовавшие датчики высококачественного преобразования были введены в 1970 г. Новые датчики состояли из основания и крошечного пьезоэлектрического чипа, прикреплённого к концу нижней стороны клавиши и передающего сигнал программной планке, подключенной к блоку управления. Удар по клавише преобразовывался пьезоэлектрическим чипом в звуковой электронный сигнал и передавалось на усилитель для воспроизведения слышимого звука с регулируемой громкостью, балансом, скоростью и интенсивностью вибрации.
К дальнейшей эволюции инструмента имели отношение многие разработчики. После Второй Мировой войны изготовлением вибрафонов занялись музыкальные фабрики Германии, Италии, Франции, Нидерландов и Японии. В настоящее время наиболее известны и доступны инструменты от производителей таких торговых марок, как Premier (Англия), Studio 49 (Германия), Adams, Majestic, Vancore, VanderPlas (Нидерланды) Musser, Ross (США), Bergerault (Франция) и Yamaha, Saito (Япония).

## Роль вибрафона в музыке
Среди выдающихся вибрафонистов-виртуозов этого жанра — Лайонел Хэмптон, Гари Бертон, Майк Маиниери, Дэвид Фридман, Сергей Чернышов, Джо Лок, Владимир Голоухов, Алексей Чижик, Анатолий Текучев, Иннокентий Иванов, Кол Чейдер и другие.
Партии вибрафона появлялись и в сочинениях академической музыки, таких как опера «Лулу» Берга, Весенняя симфония, опера «Сон в летнюю ночь», балет «Принц пагод» Бриттена и ряде других произведений. Дариюс Мийо и Зигфрид Финк написали сольные сочинения для вибрафона.

### Вибрафон в джазовой и эстрадной музыке США
Два события 1930—1931 гг. спрогнозировали важную роль вибрафона в современном джазе.
В Нью-Йорке мульти-инструменталист Эдриан Роллини (Adrian Rollini), добавил в звучание своей музыки «vibraharp 145».
Первая официально зарегистрированная вибрафоновая запись («Memories of you») сделана Лайонелем Хэмптоном (Lionel Hampton), молодым барабанщиком «Les Hite Band» в 1931 году совместно с оркестром «Armstrong’s Sebastian New Cotton Club».
В 1936 году в Хемптону и оркестру бэндлидер Бэнни Гудман (Benny Goodman)[что?]. Присоединение к оркестру Гудмана не только позволило Хэмптону регулярно демонстрировать стиль своей игры с группой «Goodman Jazz Quartet», но и предоставило мировой дебют вибрафону, как полноправному солирующему инструменту в знаменитом Карнеги-Холл в концерте с Бенни Гудманом 16 января 1938 года.
Вскоре после Второй мировой войны вибрафон окончательно закрепился в джазе, после того, как экс-бэндлидер и ксилофонист Ред Норво (Red Norvo) присоединился к оркестру Вуди Хермана (Woody Herman) в качестве вибрафониста — солиста. Впоследствии, вслед за ним начинали сотрудничество с различными оркестрами и ансамблями и другие мастера вибрафона, такие как: Тэрри Гиббс (Terry Gibbs), вошедший в состав секстета Бенни Гудмана, Милт Джексон (Milt Jackson), игравшего с оркестром Диззи Гиллеспи (Dizzy Gillespie), Майк Майньери (Mike Mainieri), сотрудничавшим с оркестром Бадди Рича (Buddy Rich).
В начале 60-х гг. на джазовую сцену выходит Гэри Бёртон (Gary Burton). Бёртон начал играть, не выпуская из рук четырёх палочек, благодаря чему получил возможность исполнять одновременно и гармонические, и мелодические построения даже в достаточно подвижных темпах. Создав оригинальную методику освоения инструмента и выработав свою собственную, узнаваемую манеру игры, Гэри Бёртон кардинально изменил представление о технических и художественных возможностях вибрафона, тем самым подняв требования к современному вибрафонисту на качественно новый уровень.

### Вибрафон в мировой академической музыке
Альбан Берг впервые ввёл вибрафон в современный оркестр около 1937 года, например, музыкальный инструмент используется в опере «Лулу».
Оливье Мессиан тоже включал вибрафон в свои партитуры. В симфонии «Турангалила» кластерное использование вибрафона и глёкеншпиль обогащает «колокольное» звучание. Позже у Мессиана вибрафон появляется в группе ударных инструментов в оратории «Преображение Господа нашего Иисуса Христа» и в монументальной опере «Святой Франциск Ассизский».
Дариусом Мийо в 1947 г. написан Концерт для маримбы, вибрафона и оркестра. Вибрафон используется в камерной кантате Пьера Булеза «Молоток без мастера» и в пятичастном цикле «Складка за складкой», впервые прозвучавшем в 1962 г.
У Бенджамина Бриттена впервые вибрафон появляется в «Весенней симфонии», затем в балете «Принц пагод» и в опере «Сон в летнюю ночь».
Игорь Фёдорович Стравинский использовал вибрафон в одном из своих последних сочинений «Requiem canticles».
Вибрафон используется в Четырнадцатой и Пятнадцатой симфониях Дмитрия Дмитриевича Шостаковича. Хотя у Шостаковича вибрафон, в основном, не выполняет самостоятельной функции, всё же во второй части Пятнадцатой симфонии есть его короткое соло в низком регистре.

## Дополнительные факты
На вибрафоне исполнены:
- Позывные радиостанции «Маяк» (мотив песни Подмосковные вечера, исполнитель Леонид Гарин)[2].
- Позывные Всесоюзного радио СССР (начальные аккорды мелодии Широка страна моя родная).
- Вступление Футбольного марша композитора М. Блантера.
- Пример звучания виброфона https://youtu.be/f_fobOt20gQ
- Алексей Чижик - единственный виброфонист в мире, играющий сразу пятью палочками.